# Herrarnas lagtävling i värja vid olympiska sommarspelen 1992
Herrarnas lagtävling i värja i de olympiska fäktningstävlingarna 1992 i Barcelona avgjordes den 5-6 augusti.

## Medaljörer
| Event      | Guld                                                                                   | Silver                                                                          | Brons                                                                                  |
| Värja, lag | Tyskland Elmar Borrmann Robert Felisiak Arnd Schmitt Uwe Proske Wladimir Reznitschenko | Ungern Iván Kovács Krisztián Kulcsár Ferenc Hegedűs Ernő Kolczonay Gábor Totola | OSS Pavel Kolobkov Andrej Sjuvalov Sergei Kravtjuk Sergei Kostarev Valerij Zacharevitj |

## Laguppställningar
| Kanada - Jean-Marc Chouinard - Alain Côté - Allan Francis - Danek Nowosielski - Laurie Shong Tjeckoslovakien - Aleš Depta - Jiří Douba - Roman Ječmínek - Michal Franc - Tomáš Kubíček Frankrike - Éric Srecki - Jean-Michel Henry - Olivier Lenglet - Jean-François Di Martino - Robert Leroux Tyskland - Elmar Borrmann - Robert Felisiak - Arnd Schmitt - Uwe Proske - Wladimir Reznitschenko | Ungern - Iván Kovács - Krisztián Kulcsár - Ferenc Hegedűs - Ernő Kolczonay - Gábor Totola Italien - Sandro Cuomo - Angelo Mazzoni - Stefano Pantano - Maurizio Randazzo - Sandro Resegotti Polen - Sławomir Nawrocki - Maciej Ciszewski - Witold Gadomski - Marek Stępień - Sławomir Zwierzyński Rumänien - Adrian Pop - Gabriel Pantelimon - Cornel Milan - Gheorghe Epurescu - Nicolae Mihăilescu | Sydkorea - Lee Sang-Gi - Jang Tae-Seok - Kim Jeong-Gwan - Gu Gyo-Dong - Lee Sang-Yeop Spanien - Fernando de la Peña - Ángel Fernández - César González - Raúl Maroto - Manuel Pereira Sverige - Mats Ahlgren - Jerri Bergström - Thomas Lundblad - Ulf Sandegren - Péter Vánky OSS - Pavel Kolobkov - Andrej Sjuvalov - Serhij Kravtjuk - Sergej Kostarev - Valerj Zacharevitj |